# الجزيرة تحت البحر (رواية)
الجزيرة تحت البحر (بالإسبانية: La isla bajo el mar)‏، (بالإنجليزية: Island Beneath the Sea)‏ هي إحدى روايات الروائية التشيلية إيزابيل الليندي وهي من الروايات الرومانسية.

## نبذة قصيرة
تدور أحداث الرواية في جزية سان دومانج عن وضع العبيد في القرن الثامن عشر تحت حكم الاحتلال الفرنسي. وتدور احداثها عن علاقة عبدة بسيدها الإقطاعي الفرنسي الذي يملك مزارع قصب السكر.